# Габріеле Посаннер
Габріеле Посаннер (нім. Gabriele Possanner; 27 січня 1860, Пешт, Австро-Угорщина — 14 березня 1940, Відень, Третій Рейх) — австрійський лікар, перша жінка, що отримала медичний диплом від університету в Австро-Угорщині.

## Біографія
Габріеле була дочкою австрійського юриста Бенжаміна Посаннера, який у зв'язку з роботою багато подорожував, тому до того, як їй виповнилось 20 років вона встигла пожити у восьми різних містах. У жовтні 1880 року він був призначений на посаду в Імперську скарбницю у Відні, а родина остаточно осіла в цьому місті.
Згодом Посаннер переїхала до Боснії і Герцеговини, де працювала громадським лікарем, оскільки мусульманські жінки відмовлялись показуватись лікарям-чоловікам. 1894 року отримала диплом з медицини у Цюрихському університеті, проте лише 1897 року змогла здати усний екзамен перед Віденською комісією, що допомогло їй офіційно практикувати у столиці Австрії. Таким чином, 1897 року вона стала першою жінкою, яка отримала медичний диплом від університету в Австро-Угорщині, після підтвердження у Віденському університеті свого дипломому зі Швейцарії. Після вона залишалася  до 1903 року єдиним лікарем-жінкою, що працювала в лікарні у Австро-Угорській імперії.

## Пам'ять
1960 року одна з вулиць району Гітцінг, що у Відні, була названа на її честь. 2004 року парк у дев'ятому районі Відня почав носити її їм'я. 21-й район Відня має Інститут міждисциплінарних досліджень імені Габріеле Посаннер. 
1997 року була заснована Державна премія Габріели Посаннер, яка вручається за дослідження в галузі фемінізму. Нагорода вручається кожен другий рік Федеральним міністерством науки та досліджень.